# Entedon albiziarum
Entedon albiziarum är en stekelart som beskrevs av Jean-Yves Rasplus 1990. Entedon albiziarum ingår i släktet Entedon och familjen finglanssteklar.
Artens utbredningsområde är Elfenbenskusten. Inga underarter finns listade i Catalogue of Life.